# Plourin-lès-Morlaix
Plourin-lès-Morlaix là một xã của tỉnh Finistère, thuộc vùng Bretagne, miền tây bắc Pháp.